# Центральный (Красноярский край)
Центра́льный — поселок  в Идринском районе Красноярского края. Административный центр Центрального сельсовета.

## География
Посёлок находится на расстоянии примерно 6 км (по прямой) на восток от села Идринское, административного центра района.

### Климат
Климат резко-континентальный с холодной зимой и жарким летом, суровый, с большими годовыми и суточными амплитудами температуры. Максимальная высота снежного покрова 46 см. Среднемесячная температура января -21,1 ºС, июля +18,4 ºС. Продолжительность безморозного периода составляет 100 дней. Средняя дата последнего заморозка – 29 мая, первого заморозка – 7 сентября. Вегетационный период (с температурами выше +5ºС) длится 157 дней. Годовая сумма осадков составляет 387 мм, причем большая ее часть выпадает в теплый период года (81 % от годовой суммы).

## Население
| 2010 |
| ---- |
| 355  |

### Национальный состав
Согласно результатам переписи 2002 года, в национальной структуре населения русские составляли 97 % из 431 чел.